# 哈里托尼夫卡 (斯里布涅區)
50°38′27″N 32°59′59″E / 50.64083°N 32.99972°E
哈里托尼夫卡（烏克蘭語：Харитонівка），是烏克蘭北部的村莊，隸屬切爾尼希夫州的普里盧基區。該村始建於1345年，面積2.83平方公里，海拔高度128米，2001年人口488，人口密度每平方公里172.2人。